# GNU 선언문

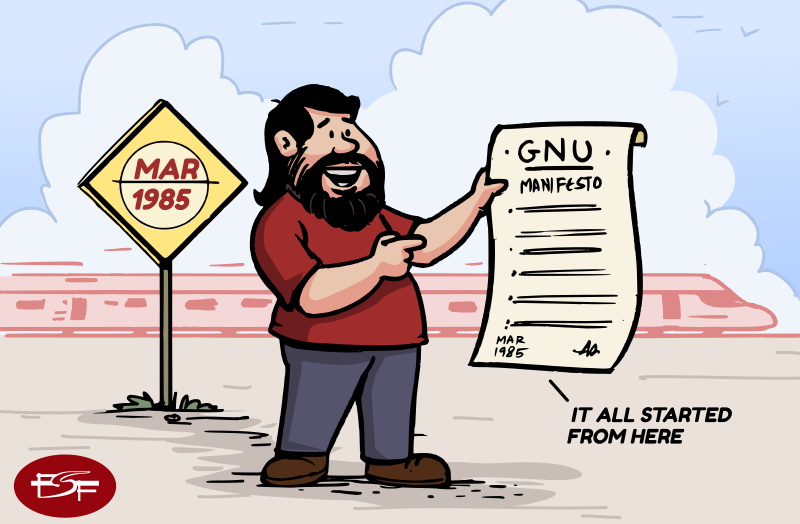

GNU 선언문(GNU Manifesto)은 리처드 스톨만이 1985년 3월에 GNU 프로젝트의 목표를 설명하고 다른 사람들의 참여와 지원을 요청하기 위해 닥터 돕스 저널(Dr. Dobb's Journal of Software Tools 10(3))에 실은 글이다. 처음에는 프로젝트의 진행에 따라 조금씩 개정되었지만, 현재는 있는 그대로를 보존하는 것이 낫다는 판단하에 그대로 유지되고 있다. 전체 본문은 emacs와 같은 GNU소프트웨어에 포함되어 있으며, 공개적으로 사용할 수 있다.

## 요약
GNU선언문은 GNU의 유닉스 사가 아닌 GNU의 프로젝트의 목표를 설명하는 것으로 시작된다. 작성 당시 GNU의 내용물은 서술되어 있고 상세하게 설명되어 있다. 리처드 스톨 먼 은 그 프로젝트를 성취하는 것의 중요성과 이점을 상당히 세밀하게 정리하고 있다. 스털맨에 의하면 GNU프로젝트에 따른 주요 추진 포인트 중 하나는 유닉스와 그 다양한 구성 요소들이 독점적으로 되어가고 있다는 것이다. 폐쇄형 소스와 비브리브 소프트웨어 나중에, GNU선언문은 거의 모든 사람들이 이 프로젝트로부터 이익을 얻는 방법을 상세하게 알려 준다. 본질적으로, 이것은 두 부분으로 나뉘어 져 있다. 기여자들과 소비자들의 이익에 대한 혜택은 전체적으로 그렇다. 즉, 소프트웨어 개발자(기여자)는 이러한 용어를 사용하여 소스 코드를 수정, 개선, 시정, 보완할 수 있으며, 소프트웨어의 전반적인 안정성과 기능에 기여할 수 있다. 또한, 개발자들은 자체 응용 프로그램에 GNU라이센스 부호를 사용할 수 있다(수신된 GNU라이센스의 정확한 복사본은 모든 배포에 포함된다). 이 섹션의 두번째 부분은 단지 개발자가 혜택을 누릴 뿐만 아니라 최종 사용자에게도 어떻게 도움이 되는지 설명한다. 전반적인 추세는 작가들의 의견에 따르면, 모든 사람들이 이 프로젝트의 목표를 통해 이익을 얻는다고 한다. GNU선언의 상당 부분은 GNU프로젝트의 목표에 대한 가능한 이의 제기를 반박하는 데 초점을 맞추고 있다. 여기서 묘사된 이의는 프로그래머의 생계를 위해 필요한 것, 무료 소프트웨어 배포의 문제, 그리고 이윤 창출의 필요성에 대한 인식의 필요성을 포함한다. 이 글의 대부분은 무료 소프트웨어 철학이 어떻게 작동하는지 설명하고, 왜 기술 산업에 좋은 선택이 될 것인지를 설명한다.